# 2016년 9월 카불 폭탄 테러
2016년 9월 5일 아프가니스탄 카불에서 폭탄 테러가 발생하였다. 이 테러로 25명이 사망하고 97명이 부상당했다.

## 같이 보기
- 2016년 7월 카불 폭탄 테러